# Dreifaltigkeitskathedrale (Jerusalem)

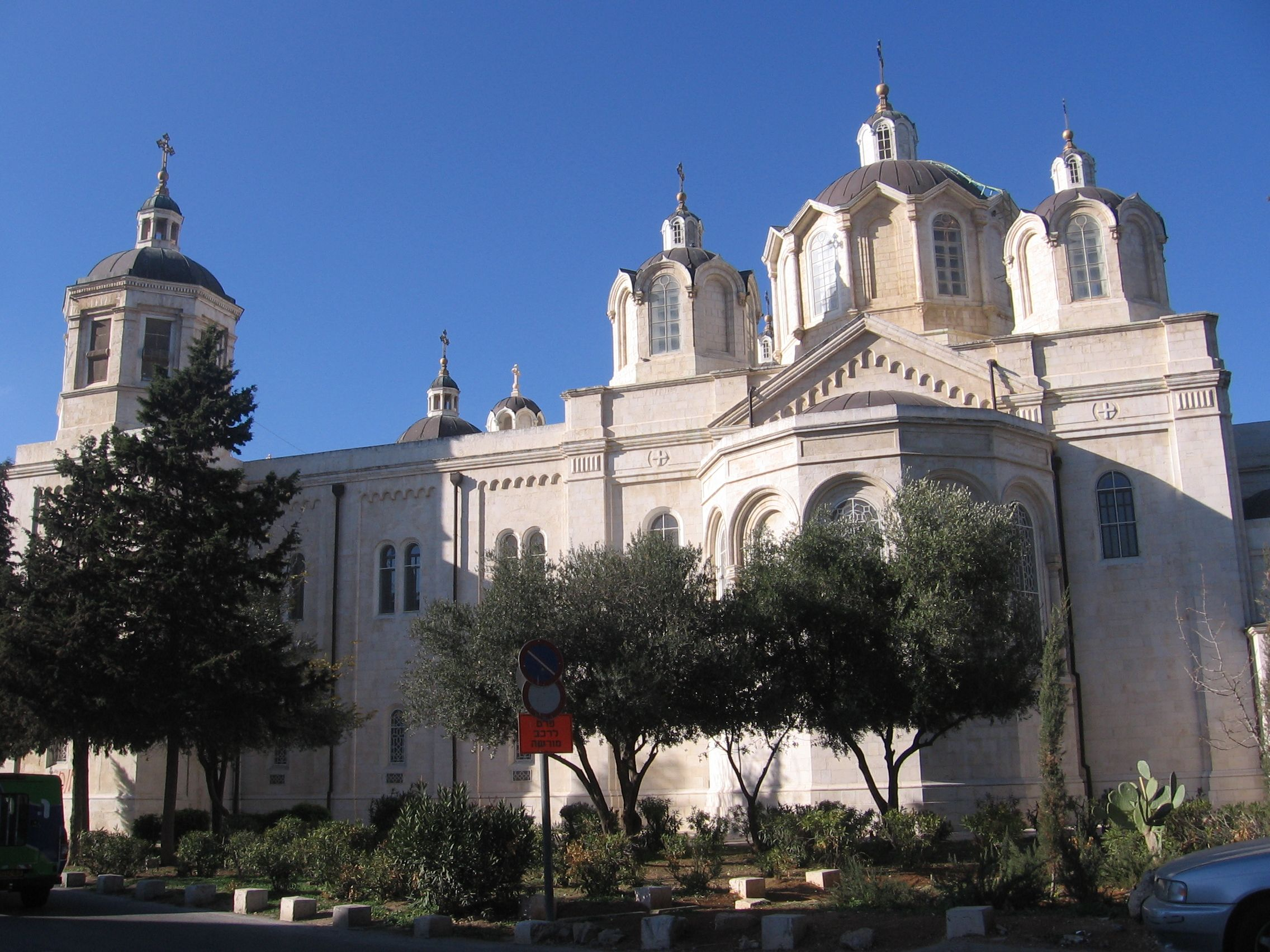
Dreifaltigkeitskathedrale in Jerusalem

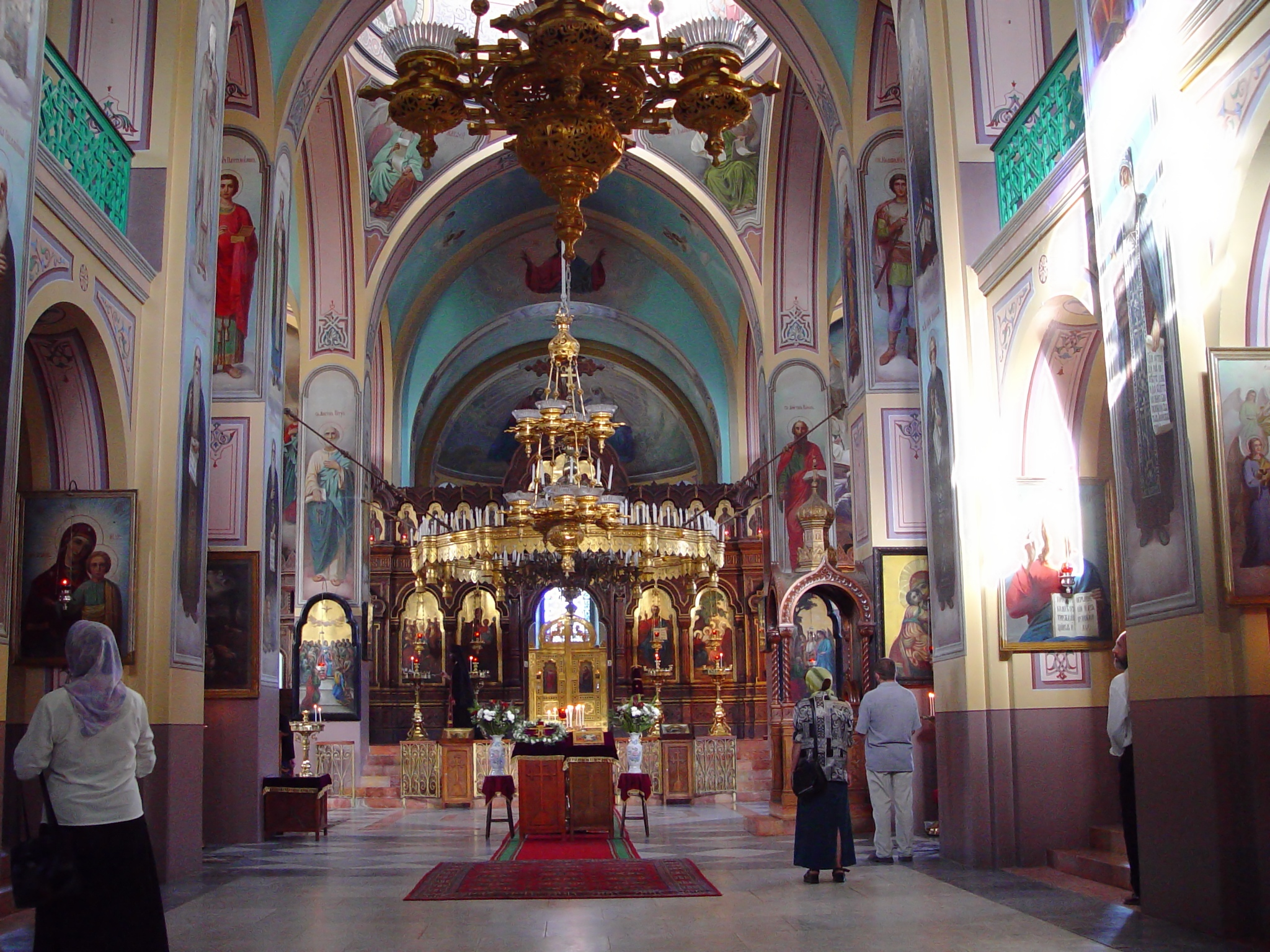
Das Innere der Kathedrale

Die Dreifaltigkeitskirche ist die monumentale Kathedrale der russisch-orthodoxen Kirche (Patriarchat von Moskau) in Jerusalem. Sie liegt im Russischen Viertel  etwa 400 Meter nordwestlich der Altstadt von Jerusalem.

## Geschichte
Die in St. Petersburg beheimatete Russische Mission in Heiligen Land, aus der 1882 die Kaiserliche Orthodoxe Palästina-Gesellschaft hervorging, plante und finanzierte die Kirche im Jahr 1860, da die Pilgerströme zu den heiligen Stätten Palästinas im damaligen Osmanischen Reich stark zunahmen.
Die Kirche wurde in den Jahren 1860 bis 1872 durch den russischen Architekten Martin Iwanowitsch Eppinger erbaut. Er entwarf sie in Anlehnung an den Roten Platz in Moskau. So wurde sie unter den wenigen Beispielen russischer Sakralarchitektur im Heiligen Land eines der schönsten und auch eine der auffälligsten Kirchen in West-Jerusalem.
Die Kathedrale musste bei Ausbruch des Ersten Weltkrieges aufgegeben werden, da die Türken die Christen aus Jerusalem vertrieben. Während der britischen Mandatsmacht wurde die Kathedrale von Vertretern der Russischen Orthodoxen Kirche im Ausland (ROKA) verwaltet. 1948, unmittelbar nach der Gründung des Staates Israel und seiner Anerkennung durch die Sowjetunion, wurde sie an die Moskauer Kirchenbehörde übergeben.
Die Dreifaltigkeitskathedrale ist nach wie vor ein beliebtes Ziel und Treffpunkt für russische Pilger.

## Aussehen
Die dreischiffige Kirche hat vier massive achteckige Türme und ist mit byzantinisch beeinflussten grünen Kuppeln besetzt. Im Inneren besitzt sie hohe Gewölbe mit blauen Wänden. Massive glitzernde Kronleuchter, zahlreiche kostbare Ikonen und eine kunstvolle Ikonostase runden die Ausstattung ab.